# Joaquim Sales i Cabré
Joaquim Sales i Cabré (Barcelona, 1946) és un químic català, catedràtic emèrit de Química Inorgànica de la Universitat de Barcelona.

## Trajectòria
Estudià Química a la Universitat de Barcelona, on es llicencià en 1968, i posteriorment el 1973 es doctorà. Des del 1986 és catedràtic en química inorgànica a la Universitat de Barcelona i director del Departament de Química inorgànica des de l'any 1984 al 1989, i des del 2001 al 2004. A la UB va iniciar la recerca sobre compostos organometàl·lics d'elements de transició, que posteriorment s'amplià als seus usos com a catalitzadors. A partir del 1995 es va interessar per l'estudi de les relacions quantitatives estructura-propietat (QSPR). Ha estat president de la Societat Catalana de Ciències Físiques, Químiques i Matemàtiques entre els anys 1985 i 1986.

## Reconeixements
- Premi Antoni de Martí i Franquès de Ciències Químiques, atorgat pel IEC (1984)[1]

## Publicacions[1][3]
En l'àmbit de la història de la química ha publicat els llibres: 
- Introducció a la nomenclatura química (inorgánica y orgánica) (1984)
- Composts organometàl·lics d'elements de transició amb grups policlorofenil: influència dels efectes estèrics i electrònics en llur estabilitat (1992)
- L'electronegativitat: Pauling i molts d'altres (1996)
- Sobre una nova sèrie de compostos orgànics que contenen metalls d'Edward Frankland (2010)
- La química a la Universitat de Barcelona (2011)

És coautor dels articles:
- «On books and chemical elements» (2008)
- «Els elements i el sistema periòdic» (2010)